# Baltic Cup 2014
Baltic Cup 2014 – turniej towarzyski Baltic Cup 2014 odbył się w dniach 29 maja–31 maja 2014 roku na Łotwie w miastach: Lipawa i Windawa. W turnieju tradycyjnie wzięła udział reprezentacja gospodarzy, reprezentacja Estonii oraz Litwy, a także reprezentacja Finlandii, która dołączyła w 2012 roku.

## Mecze

### Półfinały
| 29 maja 2014 17:00 EEST | Finlandia | 0:1(0:1)Raport | Litwa | Stadion Olimpijski, Windawa · Widzów: 631 · Sędzia: Vadims Direktorenko ( Łotwa) |
|                         |           |                |       |                                                                                  |

| 29 maja 2014 20:15 EEST | Łotwa | 0:0, po dogrywce k. 4:2(0:0, 0:0)Raport | Estonia | Stadion Daugava, Lipawa · Widzów: 2115 · Sędzia: Sergejus Slyva ( Litwa) |
|                         |       |                                         |         |                                                                          |

### Mecz o 3. miejsce
| 31 maja 2014 14:00 EEST | Finlandia | 2:0(0:0)Raport | Estonia | Stadion Olimpijski, Windawa · Sędzia: Aleksandrs Anufrievs ( Łotwa) |
|                         |           |                |         |                                                                     |

### Finał
| 31 maja 2014 20:00 EEST | Łotwa | 1:0(1:0)Raport | Litwa | Stadion Daugava, Lipawa · Sędzia: Kristo Tohver ( Estonia) |
|                         |       |                |       |                                                            |

Triumfatorem turnieju Baltic Cup 2014 został zespół Łotwy.